# Trichonephila clavata
Trichonephila clavata, també coneguda com a Aranya Joro (ジョロウグモ（女郎蜘蛛、上臈蜘蛛, Jorō-gumo), és una aranya del gènere Trichonephila. L'aranya es pot trobar a tot el Japó (excepte Hokkaidō), Corea, Taiwan, i la Xina. A l'octubre de 2022, l'abast de T. clavata abasta almenys 120,000 km als Estats Units Geòrgia, Carolina del Sud, Carolina del Nord i Tennessee, i ha estat vista també a Alabama, Maryland, Oklahoma i Virgínia Occidental. El seu patró de propagació suggereix que està impulsat principalment per mecanismes de dispersió naturals, tot i que no es pot descartar el transport mediat per l'home, com ara el vol en globus. A causa de la seva gran mida i dels colors brillants i únics de la femella Trichonephila, l'aranya és molt valorada al Japó.
Els científics van confirmar la primera aparició coneguda de T. clavata a l'Amèrica del Nord El 2014, i el 2019, aquesta espècie es va traslladar del gènere Nephila a Trichonephila. El congènere de T. clavata Trichonephila plumipes es troba habitualment a Austràlia. També es va traslladar de Nephila a Trichonephila, juntament amb 10 espècies més.

## Característiques

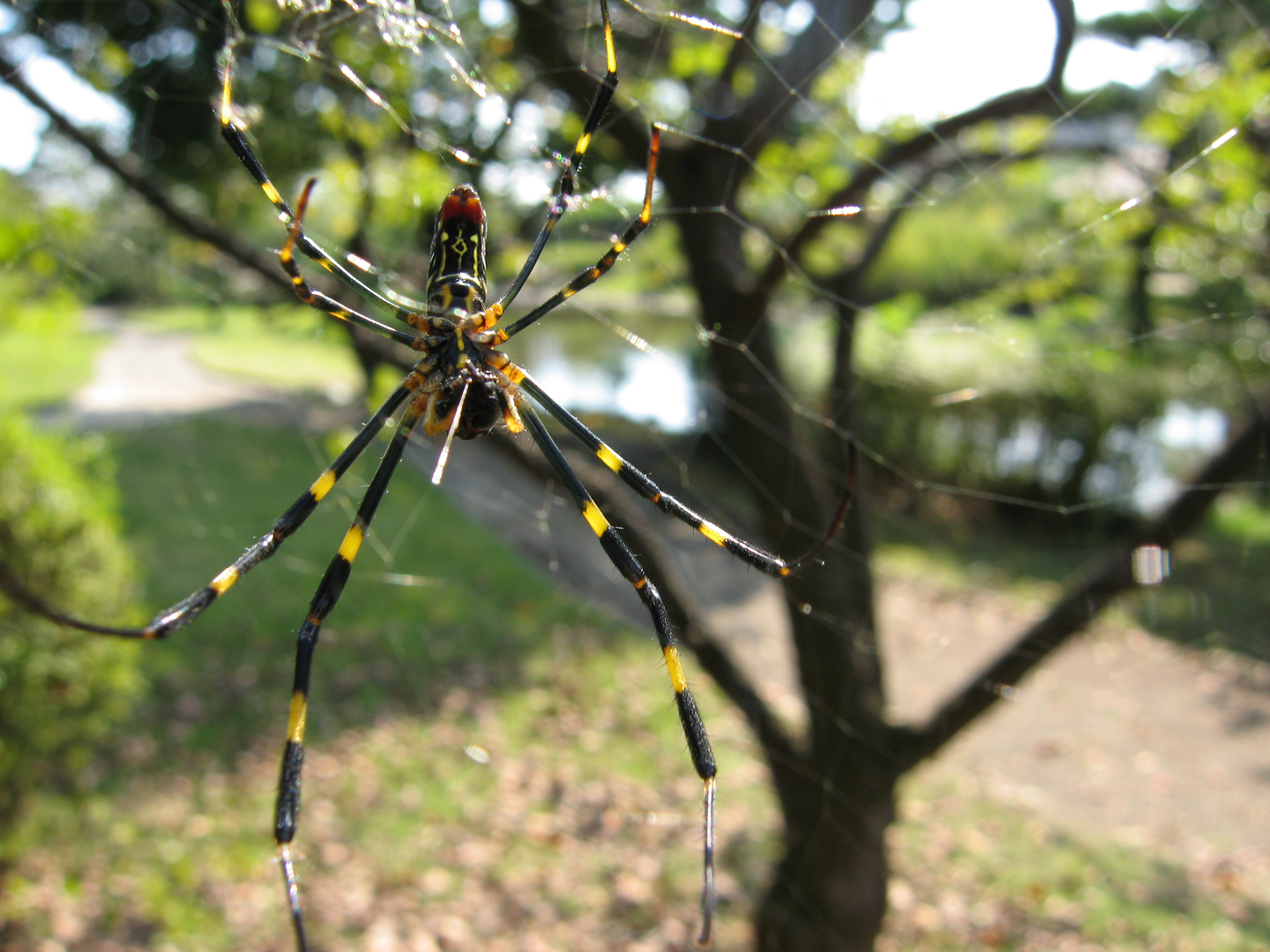
Femella vista des de baix

Trichonephila clavata passa l'hivern dins de l'ou i s'escampa a la primavera com a petits joves. La mida corporal de la femella adulta és de 17 a 25 mm, mentre que el mascle és de 7–10 mm.
La teranyina de les femelles pot assolir diversos metres de llargada. A la llum del sol, els fils grocs semblen ser d'un ric color daurat. L'estructura de la xarxa vista en secció transversal és inusual per a una xarxa d'orbe; té tres capes: l'orbe central, més dues capes irregulars davant i darrere de l'orbe.
La femella adulta té ratlles de color groc i blau fosc, amb vermell cap a la part posterior de l'abdomen. A la tardor, es poden veure mascles més petits a les teranyines de les femelles per copular. Després de l'aparellament, la femella fa girar un sac d'ous a un arbre, i pon de 400 a 1500 ous en un sac. El seu cicle de vida acaba a finals de tardor o principis d'hivern amb la mort de l'aranya. La propera generació sorgeix a la primavera.
Tot i que l'aranya no és agressiva, mossegarà per protegir-se. La mossegada es considera dolorosa, però no posa en perill la vida.

## Força de la seda i aplicacions
Investigadors dirigits per Masao Nakagaki a la Universitat de Shinshu, al Japó, han aconseguit crear un fil de seda més fort, més suau i més durador que la seda convencional injectant ous de cuc de seda amb gens de l'aranya Jorō. Els cucs de seda que es desclouen teixeixen capolls que contenen un 10% de proteïna d'aranya. Es diu que la seda produïda té molts usos, com ara armilles antibales, sutures després d'una operació, fil de pescar, xarxes i raquetes de tennis. Un fabricant japonès, Okamoto, va començar a desenvolupar aplicacions comercials per a la seda i va planejar llançar mitjons d'aranya extra prims i duradors el 2010.

## Al folklore
Jorōgumo és una criatura llegendària del folklore japonès. Un Jorōgumo és una aranya que pot canviar la seva aparença en la d'una dona bella. Es diu que respira foc i pot controlar altres aranyes. Busca homes per seduir, que després lliga amb la seva seda i devora.

## Espècie introduïda a l'Amèrica del Nord
L'aranya és una espècie introduïda al nord-est de Geòrgia i al nord-oest / nord de Carolina del Sud a l'Amèrica del Nord. Es van veure per primera vegada a Hoschton, Geòrgia el 2013. Des de llavors, s'han vist a nombrosos llocs del nord-est de Geòrgia, inclosa l'àrea d'Athens, Geòrgia, i també a Greenville, Carolina del Sud. Es creu que l'espècie es naturalitzarà. S'espera que colonitzin gran part de la costa oriental dels Estats Units a causa de la seva relativa impermeabilitat al fred.
A data 2022, es desconeix el seu impacte en el seu nou ecosistema. S'han observat capturant el bernat marbrejat (Halymorpha halys), una espècie invasora que no se sap que sigui menjada per les aranyes autòctones, i també s'ha esperat que puguin consumir mosquits i mosques. Alguns esperen que l'impacte de l'espècie sigui positiu pel seu caràcter inofensiu i pel consum d'insectes principalment invasores o molestos; tanmateix, a causa de la relativa manca d'informació sobre la seva ecologia, es desconeixen els efectes que tindrà l'aranya sobre els ecosistemes.

## Galeria

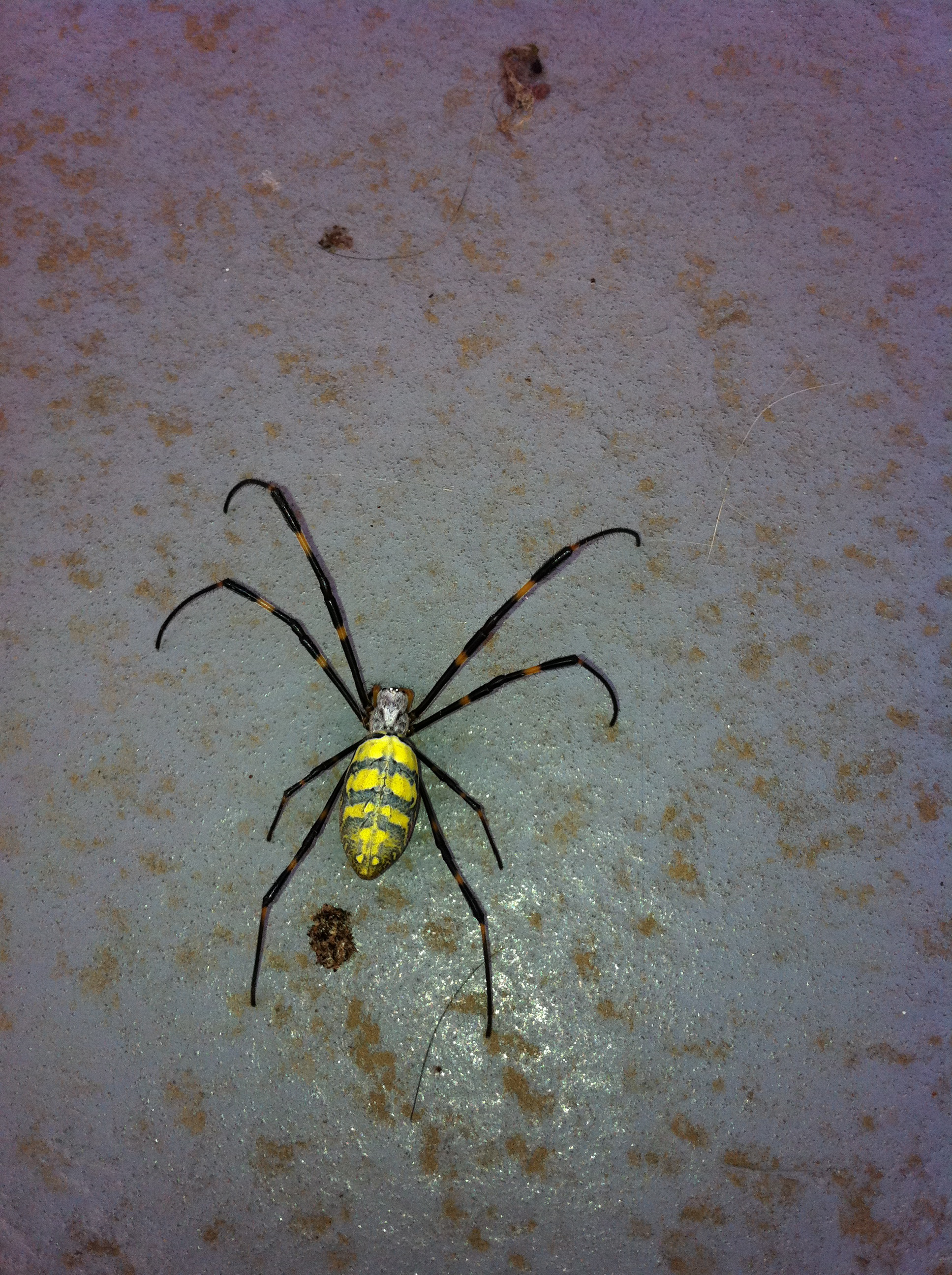
Femella a Ibaraki, Japó
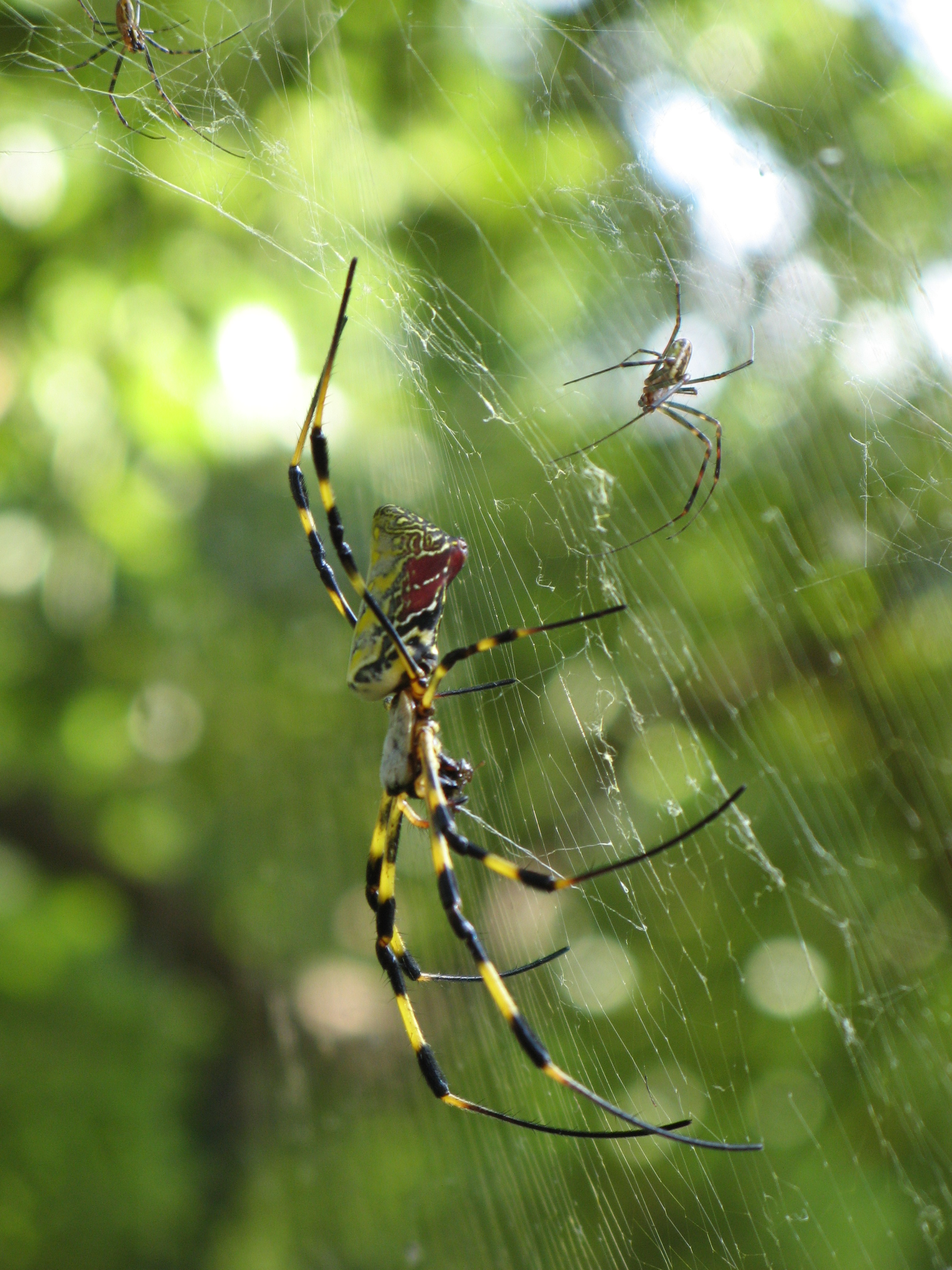
Femella amb dos mascles a Tòquio, Japó
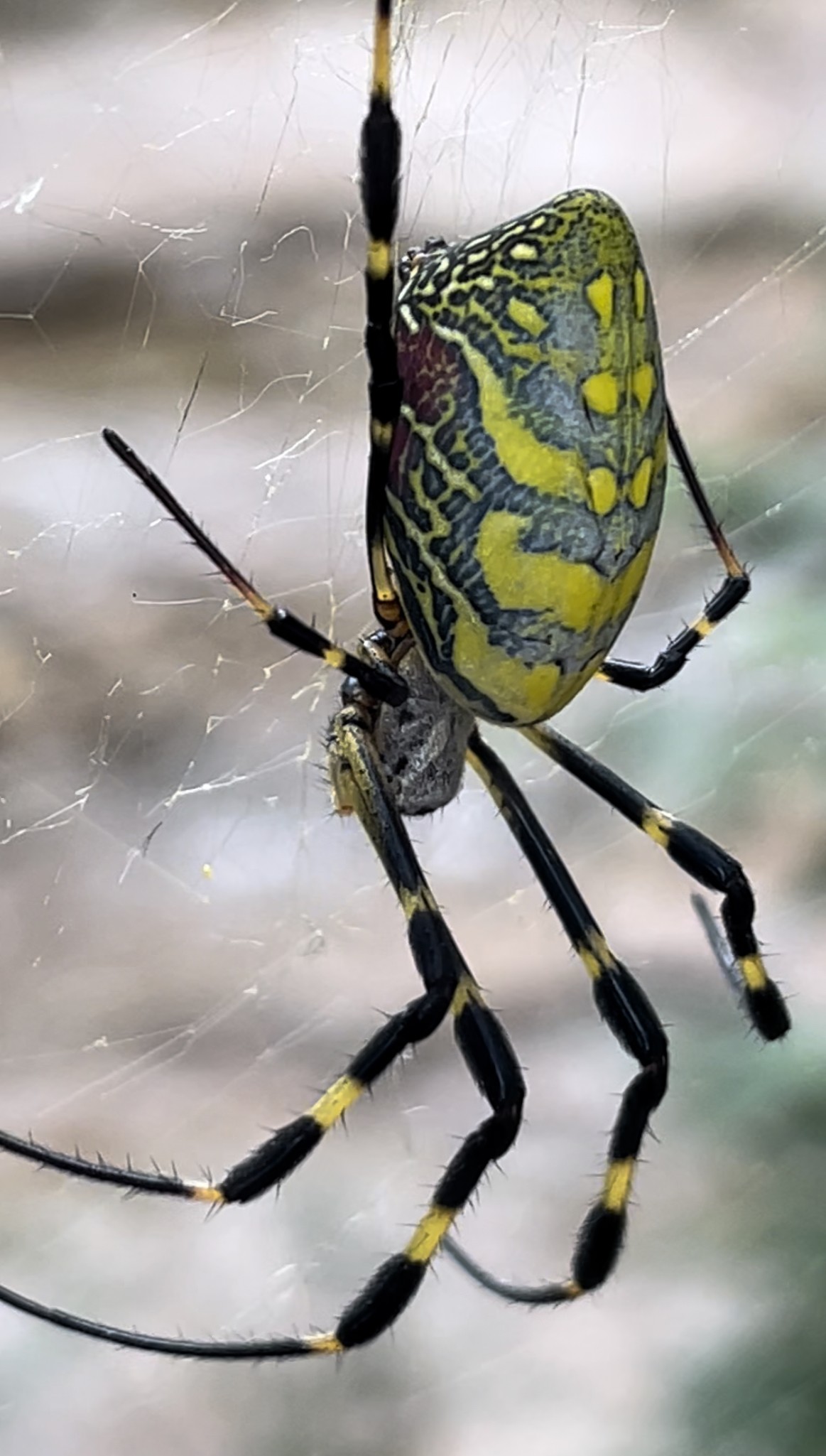
Femella vista al Parc Nacional Bukhansan, Seul, Corea del Sud.

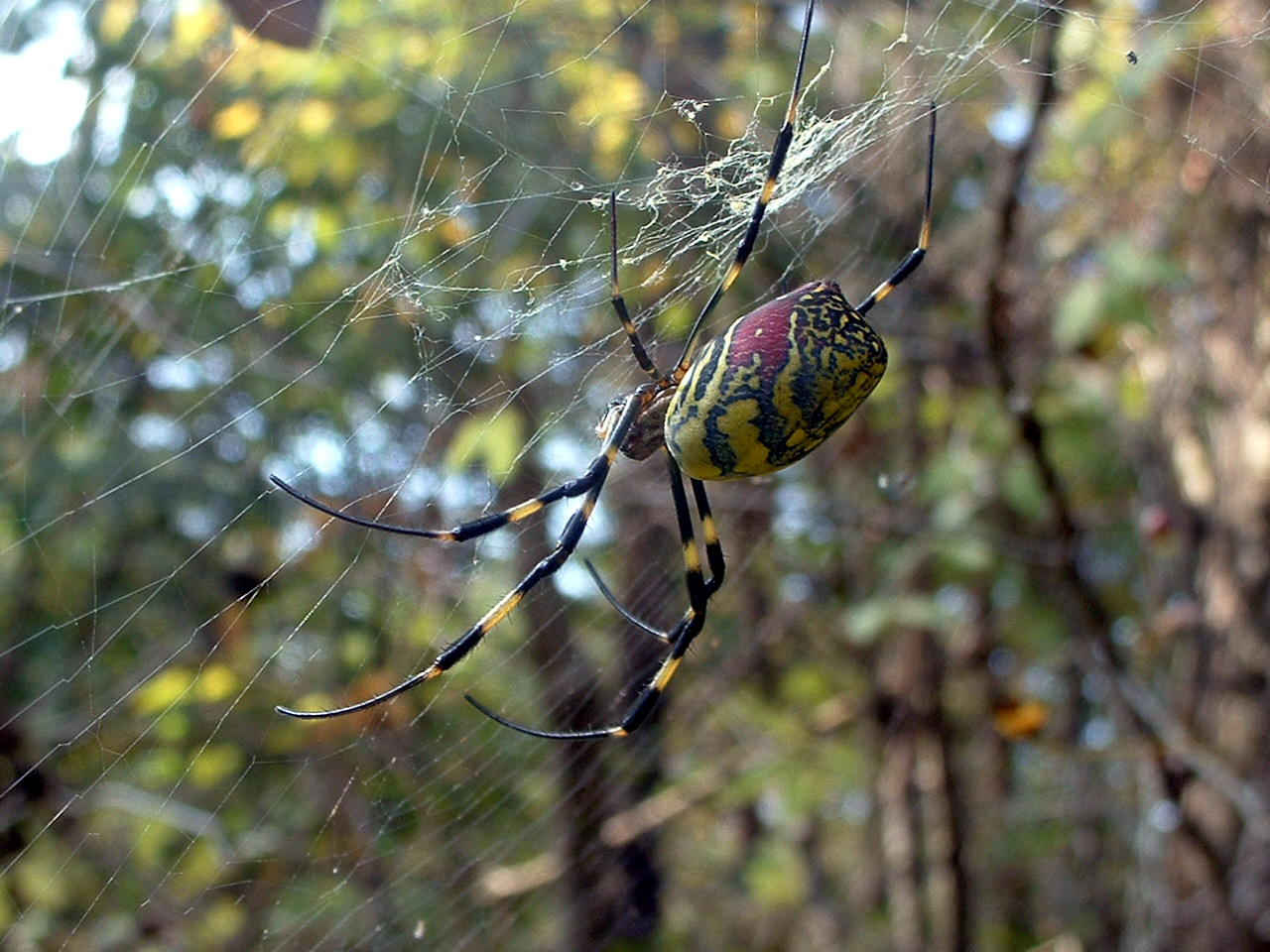
Femella en una base militar a Aibano, Japó
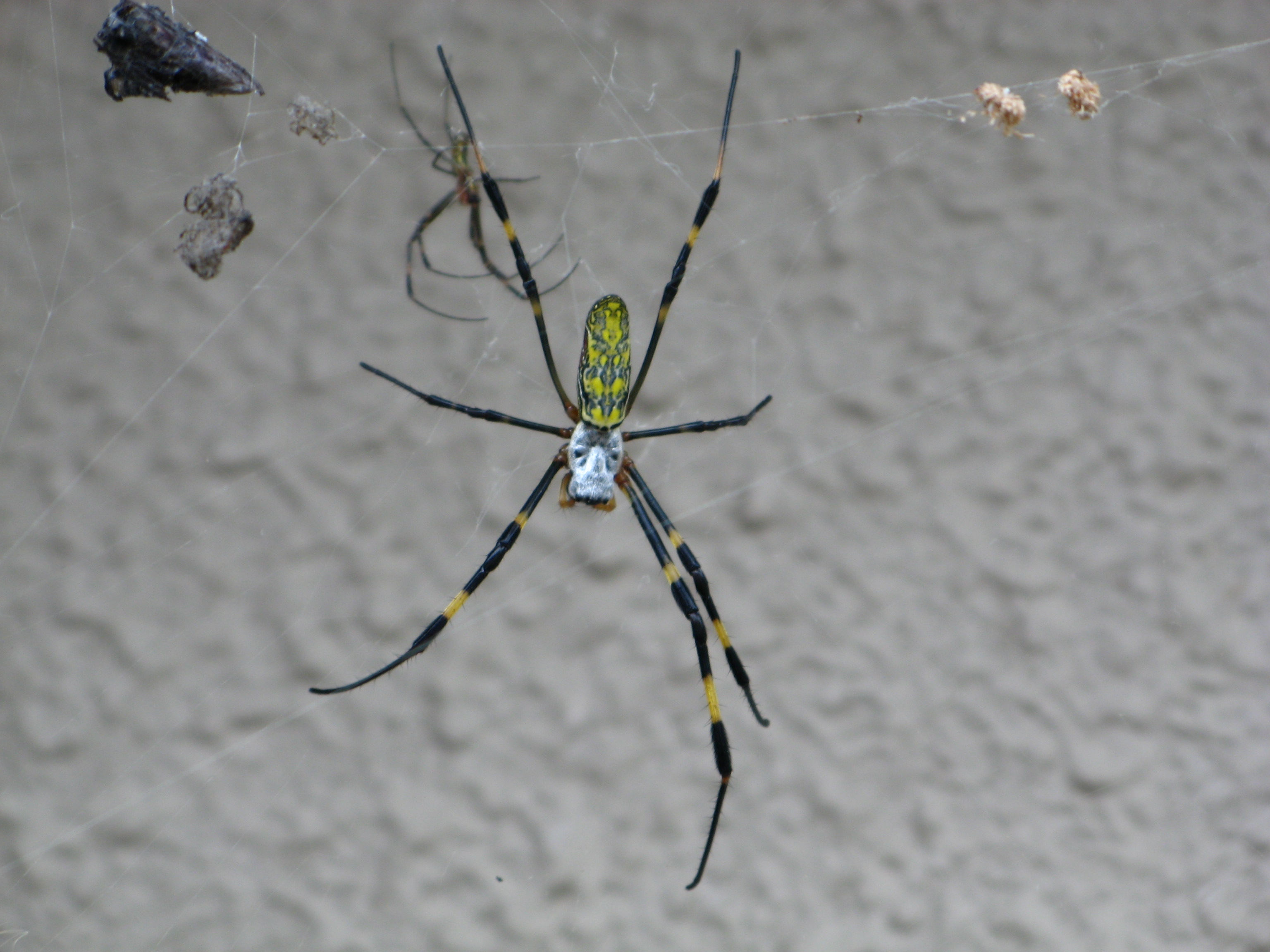
Femella amb mascle al fons a l'illa Enoshima, Japó
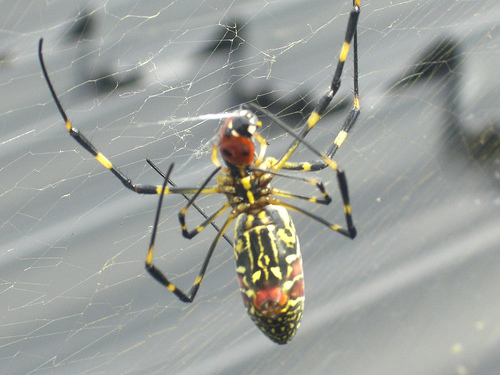
Femella menjant-se una marieta a Corea del Sud
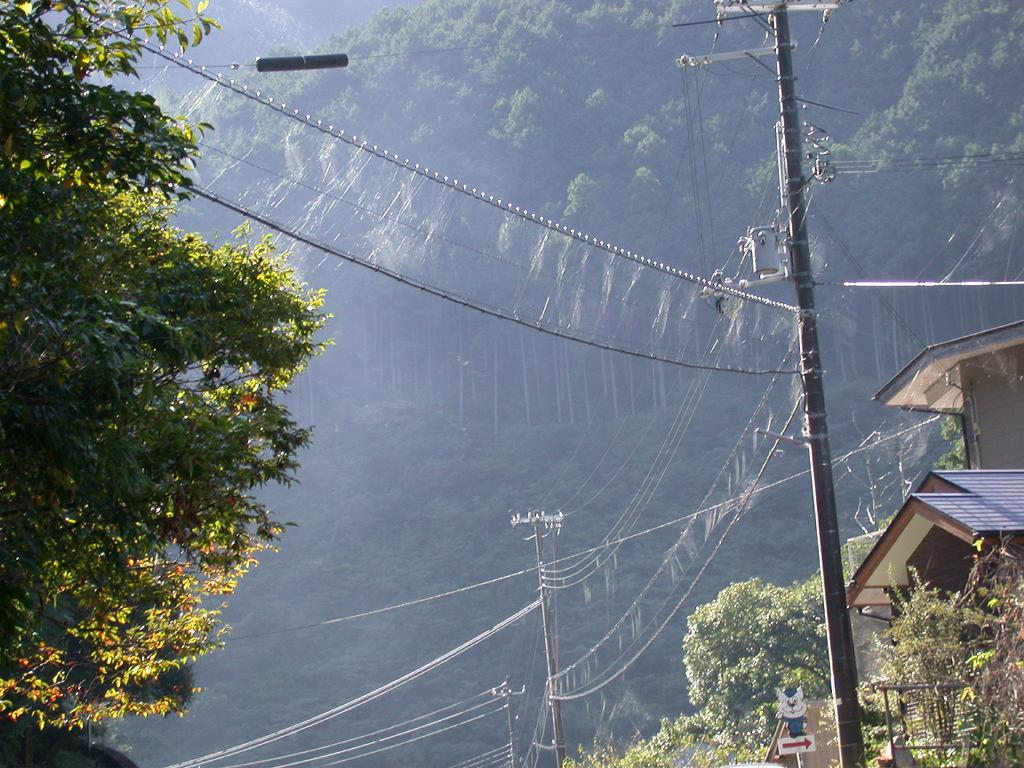
Teranyina en un cable elèctric a Tanabe, Wakayama
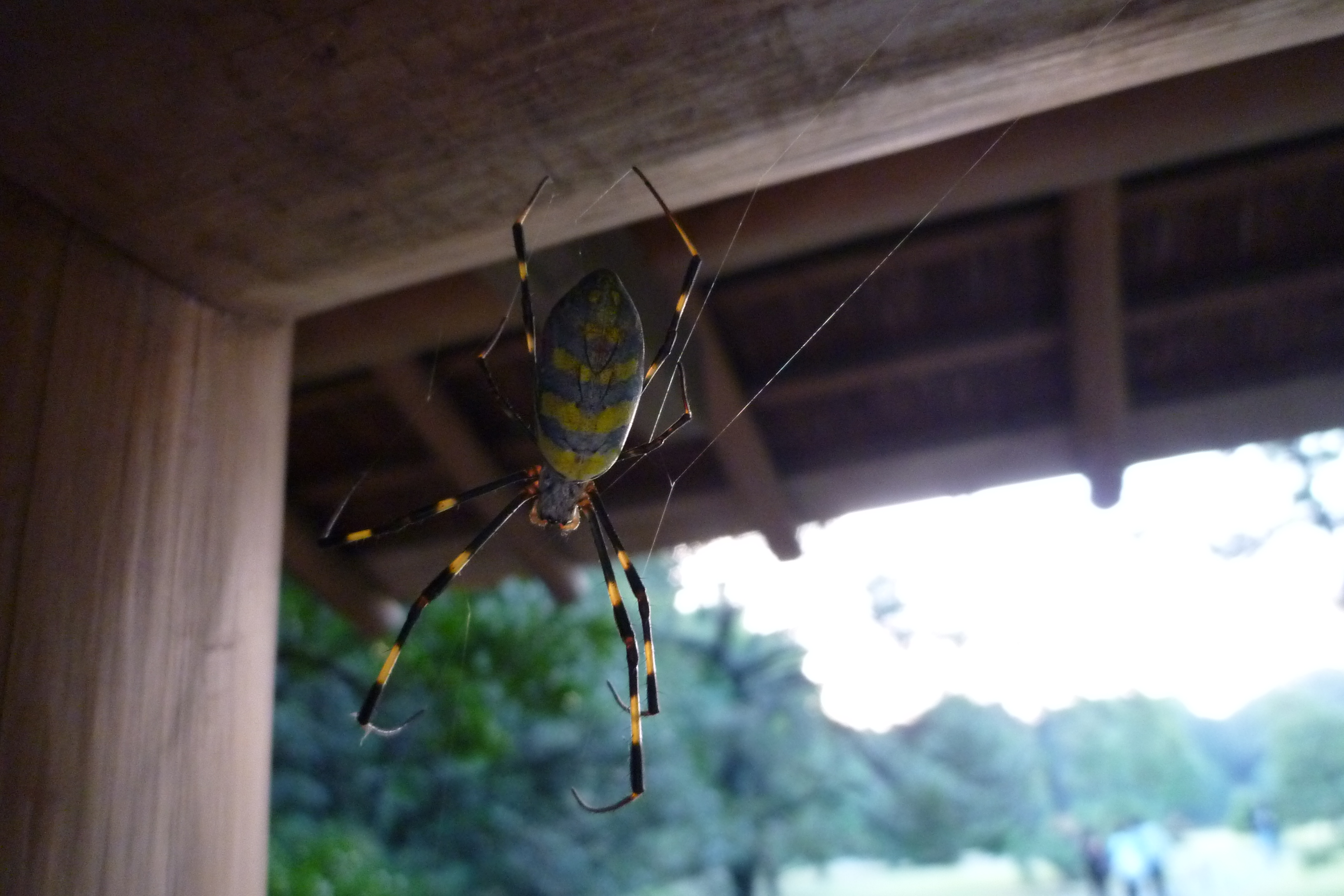
Femella a Rikugien
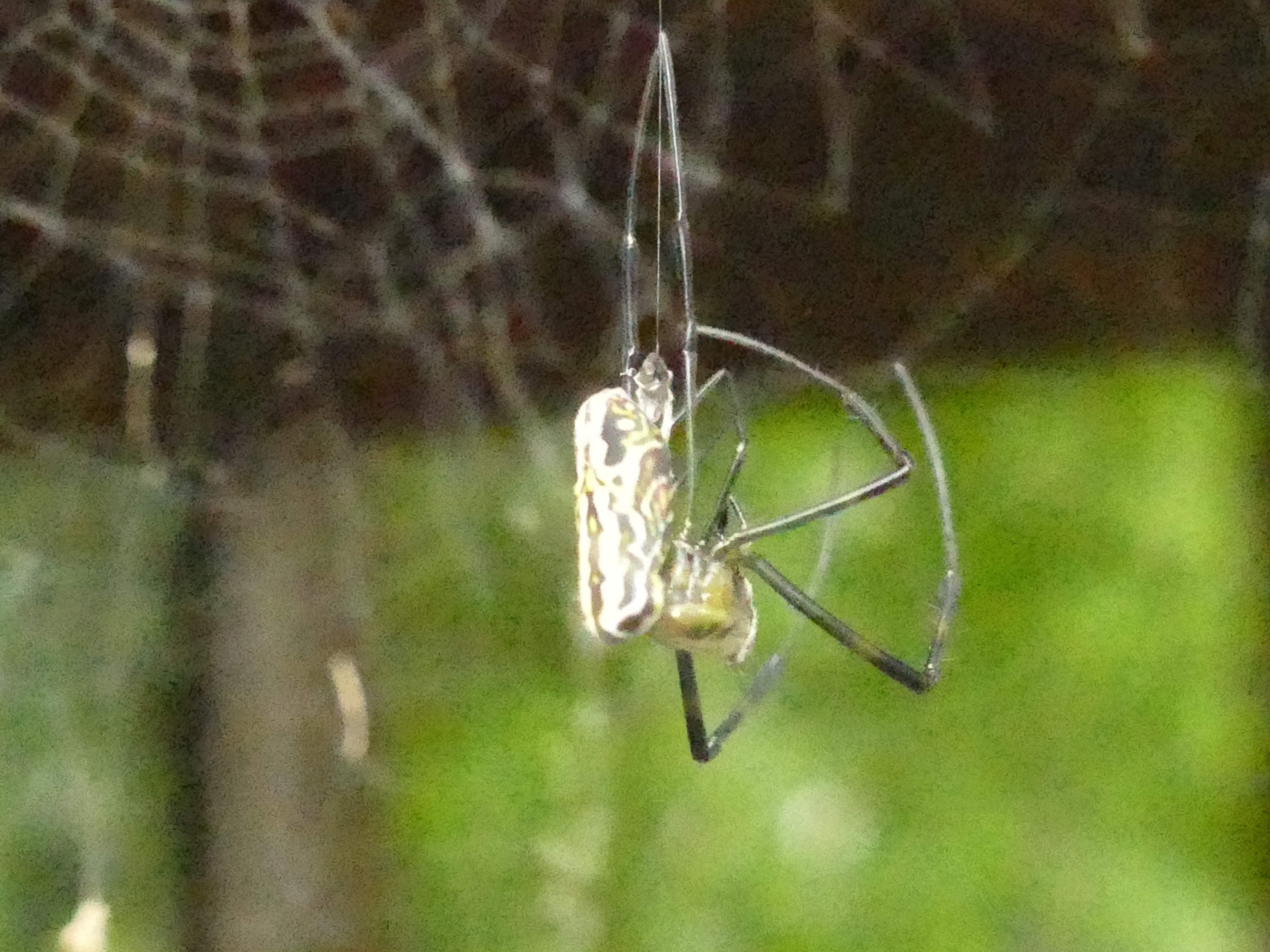
Femella jove a Duluth, Geòrgia